# Америка Чавес (киновселенная Marvel)
Аме́рика Ча́вес (англ. America Chavez) — персонаж медиафраншизы «Кинематографическая вселенная Marvel» (КВМ), основанный на одноимённом персонаже Marvel Comics.
Америка Чавес является подростком, имеющим способность путешествовать по Мультивселенной, используя порталы в виде звезды. Будучи преследуемой межпространственными демонами, Америка на долгое время входит в союз с «Защитником» Стрэнджем, который позже из-за отсутствия выбора пытается забрать её силы, однако его убивает межпространственный демон. Сбежав от демона, Чавес попадает на Землю-616, встречает Стивена Стрэнджа и открывает ему правду о существовании Мультивселенной. Позже Стрэндж выясняет, что за межпространственными демонами стоит Ванда Максимофф / Алая Ведьма. После битвы с Алой Ведьмой, Америка, научившаяся контролировать свои силы, становится Мастером мистических искусств в Камар-Тадже.
Роль Америки Чавес в КВМ исполняет американская актриса Сочи Гомес. Впервые Америка Чавес появляется в фильме «Доктор Стрэндж: В мультивселенной безумия» (2022).

## Концепт и создание
Америка Чавес дебютировала в комиксе Vengeance #1 (сентябрь, 2011), созданном писателем Джо Кейси и художником Ником Драготтой. В комиксе, Чавес считала, что её воспитали две матери, Амалия и Елена Чавес, в реальности вне времени, известной как Утопическая параллель. Однажды её родители пожертвовали собой, чтобы спасти своё измерение от смертельной угрозы. Впоследствии Чавес покинула свой дом и стала супергероем на Земле-616, взяв себе псевдоним Мисс Америка.
Однако позже Чавес узнала, что её родители были не инопланетянами, а человеческими врачами. Её мать была убита, когда она пыталась вылечить её от болезни, известной как синдром Краёв. Свои сверхчеловеческие способности она получила после того, как подверглась воздействию внепространственных энергий в ходе проводившихся над ней экспериментов. Чавес создала историю об инопланетной вселенной как механизм для преодоления трудностей.

### Адаптация
В январе 2020 году появились слухи о том, что персонаж Америки Чавес появится в сиквеле фильма «Доктор Стрэндж» (2016). В декабре президент Marvel Studios Кевин Файги подтвердил, что она появится в фильме «Доктор Стрэндж: В мультивселенной безумия» (2022). Первоначально предполагалось, что Чавес появится в фильме «Человек-паук: Нет пути домой» (2021), где она должна была выступить ученицей Стрэнджа и позже призвать другие версии Человека-паука из их миров. Однако из-за задержек с выходом фильма раньше фильма «Доктор Стрэндж: В мультивселенной безумия» эта идея была отменена.
Режиссёр Сэм Рэйми, обсуждая включение Америки Чавес в КВМ, заявил: «Она добавляет захватывающий дух молодости». Бывший руководитель Marvel Studios Виктория Алонсо отметила: «Дети хотят видеть себя такими, какими их представляют. Есть такой уровень идентичности, который становится очень важным моментом в жизни подростка — видеть себя, и не оказаться невидимым». Актриса Сочи Гомес подчеркнула: «Это просто замечательно, что другие люди чувствуют себя такими, какими их представляют, благодаря её появлению на экране, и я думаю, что это действительно важно. Она представляет ЛГБТ [сообщество], латиноамериканцев, подростков и девушек. Здесь так много всего».

### Подбор актёра
Изначально Сочи Гомес считала, что Marvel Studios не выберет её на роль Америки Чавес из-за её возраста — на тот момент ей было тринадцать лет. Предполагалось, что Чавес будет изображать взрослую девушку, Тем не менее, Гомес решила отправить на пробы кассету с записью для прослушивания. Первые официальные пробы состоялись в феврале 2020 года, вторые — через полгода в августе. В итоге, она была выбрана на роль Чавес через два дня после прохождения кинопроб и прослушивания в Англии. После выбора Гомес на роль Америки, возраст персонажа был изменён в соответствии с возрастом Гомес.

## Характеристика
Сочи Гомес назвала Америку Чавес «стойкой» и «харизматичной» и заявила: «Несмотря на то, что буквально весь мир настроен против неё, она надеется, и за неё хочется болеть. Это действительно позитивное представление для латиноамериканцев и подростков». Она также назвала персонажа «уверенным» и «очень оптимистичным».
Художник по костюмам Грэм Чёрчиард, создавший костюм Чавес для фильма «Доктор Стрэндж: В мультивселенной безумия», описал персонажа как «эмо-подростка» и пояснил, что при создании её куртки он черпал вдохновение из латиноамериканского праздника Дня мёртвых, а также других латиноамериканских мотивов В фильме Чавес носит куртку, покрытую испанской поэзией и португальскими чарами со значком флага ЛГБТ-сообщества.

## Появления
Американская актриса Сочи Гомес исполняет роль Америки Чавес в фильме «Доктор Стрэндж: В мультивселенной безумия» (2022).

## Биография персонажа

### Ранняя жизнь
Америка Чавес является уроженкой Утопической параллели — измерения, расположенного вне времени и пространства, где она живёт вместе с двумя своими матерями, Амалией и Еленой Чавес. Однажды она от страха случайно открывает портал в виде звезды и отправляет своих родителей в Мультивселенную, а затем и сама попадает туда же. В течение многих лет Чавес одна путешествует из одной вселенной в другую, и в одной из альтернативных реальностей она встречает альтернативную версию Стивена Стрэнджа, более известную как «Защитник» Стрэндж и конце концов они становятся друзьями.

### Битва с Алой Ведьмой
В это же время Америку начинают преследовать различные межпространственные демоны с целью получить её способность к перемещению по Мультивселенной. Стрэндж и Чавес находят книгу Вишанти и решают использовать её для победы над демоном. В процессе получения книги, демон отрезает путь к книге, и Стрэндж решает забрать силы Чавес, однако демон его убивает. Чавес пытается добраться до книги, но её перехватывает демон и от страха Америка открывает портал. За секунды до своей смерти, Стрэндж обрубает ленты демона и Америка вместе с его трупом попадает на Землю-616. Однако после её попадания на эту Землю, на неё нападает ещё один межпространственный демон, однако Америку спасает местная версия Стивена Стрэнджа и «Верховный» чародей Вонг. После победы над демоном, Чавес объясняет Стрэнджу и Вонгу, что она обладает способностью путешествовать по альтернативным реальностям, однако она не может её контролировать, и может ей пользоваться только при возникновении сильного страха.
Стрэндж обращается за помощью к Ванде Максимофф, однако он узнаёт, что именно она ответственна за нападения демонов из-за захватившей её разум книги «Даркхолд». Ванда ставит условия Стрэнджу, прося выдать ей Америку, однако Стрэндж отказывается выдать Чавес и отправляет её в Камар-Тадж.
Ванда нападает на Камар-Тадж, убивая большинство магов. Добравшись до Америки, Ванда пытается получить способности Ванды силой, однако от страха Чавес открывает портал и вместе со Стрэнджем, пересекая множество вселенных, попадает на Землю-838. Пытаясь найти на этой Земле версию Стивена Стрэнджа, Америка и Стрэндж приходят в Санктум Санкторум, и их встречает «Верховный» чародей этой Земли — Карл Мордо. Он их усыпляет, и Стивен предстаёт перед командой Иллюминаты, в состав которой входят Карл Мордо, Пегги Картер / Капитан Картер, Рид Ричардс / Мистер Фантастик, Мария Рамбо / Капитан Марвел, Блэкагар Болтагон / Чёрный гром и Чарльз Ксавьер / Профессор Икс. Внезапно на базу команды нападает альтернативная версия Ванды Максимофф, разум которой захватила Ванда из Земли-616 при помощи заклинания «Сомнамбула». Бывшая девушка Стрэнджа Кристина Палмер, освобождает Америку и они сбегают. Ванда убивает всю команду, и преследует Стрэнджа, Америку и Палмер. Добравшись до книги Вишанти, Стрэндж пытается её использовать, однако Ванда уничтожает книгу и при помощи сил Америки отправляет Стрэнджа и Палмер в другую вселенную. Она открывает портал на Землю-616, забирает Америку и начинает выкачивать из неё силы.
Тем временем Стрэндж в другой вселенной с помощью заклинания «Сомнамбула» вселяется в труп Защитника Стрэнджа на Земле-616 и вступает в битву с Алой Ведьмой. На время ему удаётся её сдержать, и Стрэндж помогает Америке поверить в себя и свои способности, после чего Америка освобождается и выполняет её желание, открывая портал на Землю-838, однако дети Ванду не принимают, и она понимает, что она была испорчена влиянием книги «Даркхолд». После этого, Америка, Стрэндж и Вонг отправляются в свою вселенную, а Ванда обрушивает на себя гору Вундагор, уничтожая Даркхолд во всех вселенных. После битвы с Вандой, Америка остаётся на Земле-616 и начинает учиться на Мастера мистических искусств в Камар-Тадже.

## Отличия от комиксов
В комиксах Америка Чавес изображается как молодая взрослая девушка, а в фильме «Доктор Стрэндж: В мультивселенной безумия» — как подросток. Хоть она родом с Утопической параллели, авторы считают, что она более родом с Земли-616, чем с Параллели. После исчезновения своих матерей, Чавес в раннем возрасте была удочерена семьёй Сантана и не проводила своё детство самостоятельно.

## Восприятие

### Реакция критиков
После выхода фильма «Доктор Стрэндж: В мультивселенной безумия» Америка Чавес получила высокую оценку критиков. Брэди Лангманн из Esquire заявил: «Америка Чавес, возможно, лучшая часть „Мультивселенной безумия“». Сэнди Ангуло Чен из Common Sense Media сочла Чавес положительным примером для подражания: «Америка смелая, любопытная, добрая». Рози Найт из Nerdist отметила: «Она сильная, забавная и в достаточной степени контролирует свою историю». Кристина Гарсия из Los Angeles Times отметила: «Благодаря своему остроумному юмору, обаянию и уверенности в себе, персонаж Америки Чавес в последнем фильме франшизы „Доктор Стрэндж“ покоряет сердца». Дженна Андерсон из ComicBook.com назвала Чавес «одним из самых интересных дополнений к составу героев саги». Блейз Санти из Looper включил Чавес в список «13 персонажей Marvel, которые заслуживают исследования характера, как Лунный рыцарь». Луис Кемнер из Comic Book Resources поставил Чавес на 9-е место в списке «10 самых симпатичных героев MCU», отметив: «Она очаровательная, невинная и добропорядочная личность, которая легко вызывает симпатию». Крис Хейнер из GameSpot поставил Америку на 21-е место в списке «38 супергероев Кинематографической вселенной Marvel», уточнив: «Мы только познакомились с Америкой Чавес в последнем фильме „Доктор Стрэндж“, а она уже взяла невероятный старт».
Кроме того, некоторые критики назвали этого персонажа первым латиноамериканским ЛГБТ-супергероем в медиафраншизе «Кинематографическая вселенная Marvel» (КВМ).
За свою игру в фильме «Доктор Стрэндж: В мультивселенной безумия» Сочи Гомес получила множество комплиментов от критиков. Эван Романо из журнала Men’s Health назвал Гомес «выдающимся новичком» и «великолепной». Ронак Котеха из The Times of India назвал Гомес «желанным дополнением в роли растерянной, но грозной Америки Чавес». Амелия Эмбервинг из IGN отметила, что Гомес проделала «восхитительную работу по введению Америки Чавес в КВМ». AMC Theatres включил Гомес в список «2022 Breakout Movie Performances», написав: «Игра, которая в значительной степени обеспечила сердце и душу фильма, была, бесспорно, одной из лучших в супергеройских фильмах 2022 года. Трудно представить себе Кинематографическую вселенную Marvel, в которой Гомес не окажется в центре некоторых из предстоящих крупных фильмов-кроссоверов, тем более что и сама актриса, и её юная героиня продолжают расти». Бен Шерлок из Screen Rant включил Гомес в список «10 лучших ролей в фильме „Доктор Стрэндж: В мультивселенной безумия“», отметив: «В игре Гомес сочетаются задорный энтузиазм юной мстительницы и циничная отстранённость опытного путешественника по миру. Каждая фраза, например: „Эта вселенная — отстой!“ — прозвучала идеально». Джесси Нгуен из Collider включил Гомес в список «8 лучших ролей в фильме „Доктор Стрэндж в Мультивселенной безумия“», отметив: «Гомес максимально использует своё экранное время, чтобы дать зрителям возможность проникнуться Америкой. Она также показывает, что у неё есть юмористический и драматический потенциал, который очень поможет ей в будущем КВМ». Тимоти Стивенс из журнала Looper поставил Гомес на 6-е место в списке «Лучшие роли в фильме „Доктор Стрэндж: В мультивселенной безумия“», назвав её «привлекательной», и сказал: «К счастью, Гомес максимально использует свои ограниченные минуты тишины и разговоров, чтобы дать зрителям прочувствовать личность Америки».

### Реакция фанатов
Кико Мартинес из Remezcla отметил популярность Америки Чавес среди поклонников КВМ после её появления в фильме «Доктор Стрэндж: В мультивселенной безумия». Эй Джей Габриэль из Screen Rant написал: «Путешествующий по мультивселенной подросток привлёк внимание фанатов своим откровенным обаянием». Джейми Джирак из ComicBook.com заявил: «Фанаты Marvel с нетерпением ждали появления Гомес в фильме, и молодая актриса не разочаровала. Более того, Америка Чавес в настоящее время является одной из самых популярных тем в социальных сетях», в то время как Дженна Андерсон заявила: «Актриса Сочи Гомес приобрела легион поклонников в начале этого года благодаря роли в фильме „Доктор Стрэндж: В мультивселенной безумия“, где она изобразила всеми любимую героиню Marvel — Америку Чавес». Майкл Уош из Collider заявил: «Поклонники, похоже, согласны с тем, что исполнение Сочи Гомес роли путешествующей по мультивселенной Америки Чавес стало кульминационным моментом в фильме „Доктор Стрэндж: В мультивселенной безумия“».

### Награды
| Год  | Проект                                      | Награда                        | Категория                                 | Номинанты     | Результат | Прим.         |
| ---- | ------------------------------------------- | ------------------------------ | ----------------------------------------- | ------------- | --------- | ------------- |
| 2022 | «Доктор Стрэндж: В мультивселенной безумия» | Las Vegas Film Critics Society | Лучшее молодёжное исполнение (до 21 года) | Сочи Гомес    | Номинация | [ 71 ] [ 72 ] |
| 2022 | «Доктор Стрэндж: В мультивселенной безумия» | Digital Spy Reader             | Восходящая звезда                         | Сочи Гомес    | Номинация | [ 73 ] [ 74 ] |
| 2022 | «Доктор Стрэндж: В мультивселенной безумия» | Golden Issue                   | Первое лучшее появление                   | Америка Чавес | Номинация | [ 75 ] [ 76 ] |

## В других медиа

### Видеоигры
- В 2022 году компания Netmarble[англ.] выпустила инкарнацию фильма «Доктор Стрэндж: В мультивселенной безумия» в виде Америки Чавес в игре Marvel: Future Fight[77].

### Мерчендайз
- В 2022 году компания Hasbro выпустила фигурку Америки Чавес, созданную на основе фильма «Доктор Стрэндж: В мультивселенной безумия» (2022), в рамках линии фигурок Marvel Legends[англ.][78].
- В 2022 году компания Lego выпустила минифигурку Америки Чавес, основанную на фильме «Доктор Стрэндж: В мультивселенной безумия»[79].
- В 2022 году компания Funko выпустила фигурку Америки Чавес, основанную на фильме «Доктор Стрэндж: В мультивселенной безумия»[80].